# Den norske Bank
Den norske Bank (förkortat DnB) var en norsk bank som existerade från 1990 till 2003. Den bildades genom en sammanslagning av Den norske Creditbank (DnC) och Bergen Bank. Huvudkontoret fanns i Bergen i Norge.
DnB köpte upp Realkreditt 1992, Vital Forsikkring 1996 och fusionerades 1999 med norska Postbanken. Vital och Postbanken verkade som dotterbolag under egna namn. I december 2003 gick DnB ihop med Gjensidige NOR och bildade DnB NOR. DnB NOR blev därmed Norges i särklass största bank, med ett marknadsvärde på cirka 100 miljarder norska kronor. Detta var i klass med Svenska Handelsbanken och SEB.